# Bolata
Bolata (Bulgaars: Болата) is een kleine baai en natuurreservaat aan de Noord-Bulgaarse Zwarte Zeekust.
Bolata is een plaats gelegen in de gelijknamige baai en maakt deel uit van het Kaliakra-natuureservaat. Het ligt in het noordelijke gedeelte van de Bulgaarse Zwarte Zeekust, nabij het dorp Bulgarevo en vlak bij een voormalig militair station.
Het gebied is rijk aan water en van groot belang voor zeldzame fauna en flora. Het trand is van een natuurlijke oorsprong. Een kleine rivier heeft een smalle kloof gecreëerd en mondt uit in het moeras "Bolata" met een oppervlakte van 23 ha, bedekt met riet. De kalksteenrotsen in het gebied zijn rood van kleur, dit door de ijzeroxiden die in de klei ontstaan en hun scheuren opvullen. De baai maakt deel uit van het beschermde gebied Natura 2000 Kaliakra Complex.

## Bolata-baai

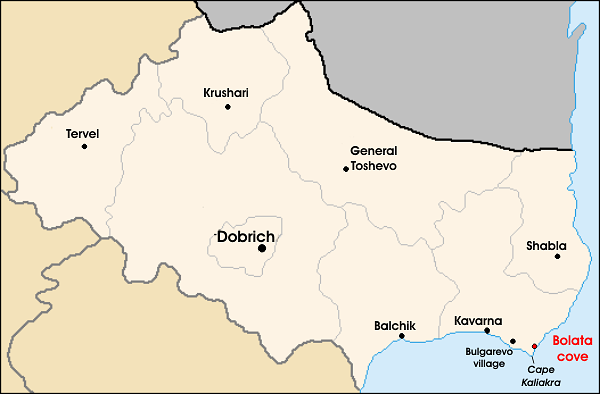
Bolata in de provincie Dobritsj

De baai van Bolata ligt aan de noordelijke rotsachtige kustlijn van de Bulgaarse kust. Het ligt 3 km ten noorden van de kaap Kaliakra. Het dichtstbijzijnde dorp is Bulgarevo op ongeveer 5 km afstand en verder is er de stad Kavarna op 13 km.
De baai heeft een halfronde vorm, met een zandstrand gelegen tussen baksteenkleurige hoge kliffen van een rotsachtige kloof.
Bolata is de enige toegankelijke baai in de anders ontoegankelijke kliffen.

## Geschiedenis
In de grotten rondom werden overblijfselen gevonden van een oude nederzetting die dateert werden uit de 4e eeuw voor Christus. In het gebied rondom Bolata werd een Maltezer kruis gevonden, bewijs voor de buitenlandse handelsrelatie van het Tweede Bulgaarse Rijk met de Republiek Venetië en Genua.
Tijdens het communistische regime werd er aan de zuidzijde van de kloof boven de baai een uiterst geheime basis gebouwd. Er werd en wordt nog steeds gesproken over een telefoonkabel die hier begon en door zee tot in de Sovjet-Unie liep. De halfverlaten gebouwen en een uitkijktoren zijn de enige overblijfselen van deze geheime basis.

## Het reservaat

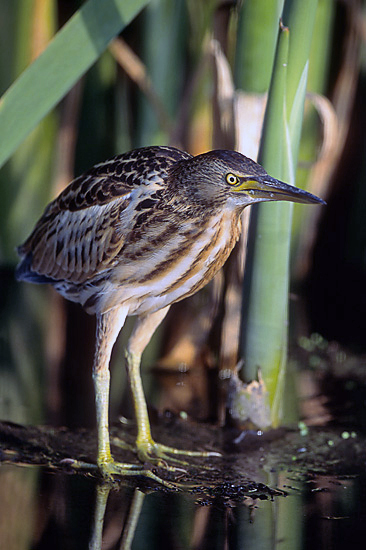
Roerdomp (Ixobrychus minutus)

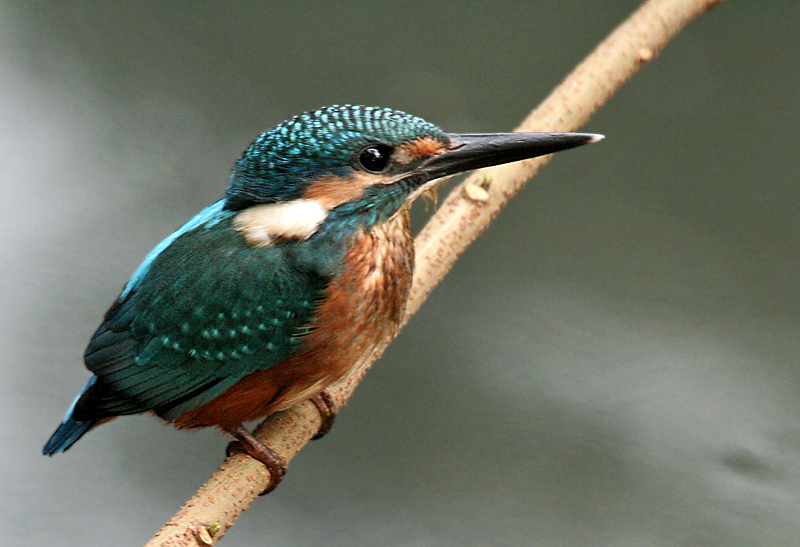
IJsvogel (Alcedo atthis)

Boven de baai passeert de zogenaamde Via Pontica, 1 van de grootste migratie-routes (van noord naar zuid) van trekvogels. Bolata is het enige reservaat in Bulgarije dat een zeegebied omvat. Veel vogelsoorten hebben hier hun nest. Onder andere de:
- Roerdomp ( Ixobrychus minutus )
- Kleine fuut ( Tachybaptus ruficollis )
- IJsvogel ( Alcedo atthis )
- Wilde eend ( Anas platyrhynchos )
- Getufte eend ( Aythya fuligula )
- Grijze reiger ( Ardea cinerea )

In het gebied van Kaliakra en Bolata kan vaak de gewone dolfijn (Delphinus delphis) worden gezien.
Van de kruidachtige soorten worden gewone gember, knolbeemdgras, riet, andere granen en andere gevonden. Kenmerkend voor het gebied zijn struiken, vaste planten en meer.
Ook amfibieën en reptielen kunnen hier gezien worden, net zoals de beschermde soorten: Syrische knoflook, bruine pad en puntige schildpad.
De vele scheuren en nissen in de kliffen zijn belangrijke beschutte nesten voor vleermuizen en zelfs steppezoogdieren, die typisch zijn voor het gebied. Gewone dolfijnen kunnen worden waargenomen in de wateren nabij de baai

### Cultuur en toerisme
Naast de hierboven vermelde vondsten werden er ook steencirkels, offerstenen, rotsgrotten en antieke woningen gevonden. Het strand staat lokaal bekend als een goeie duiklocatie. Vanaf de top van de kliffen heeft men een mooi uitzicht op de volledige baai.
Tegenwoordig is het strand populair bij zowel de lokale bevolking als toeristen omwille van het fijne zand en het ondiepe water.

### Galerij

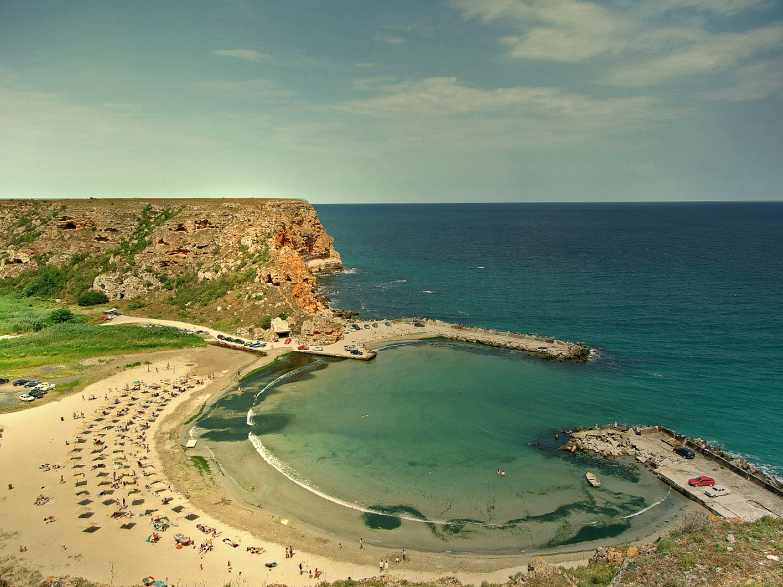
Het strand en zijn baai
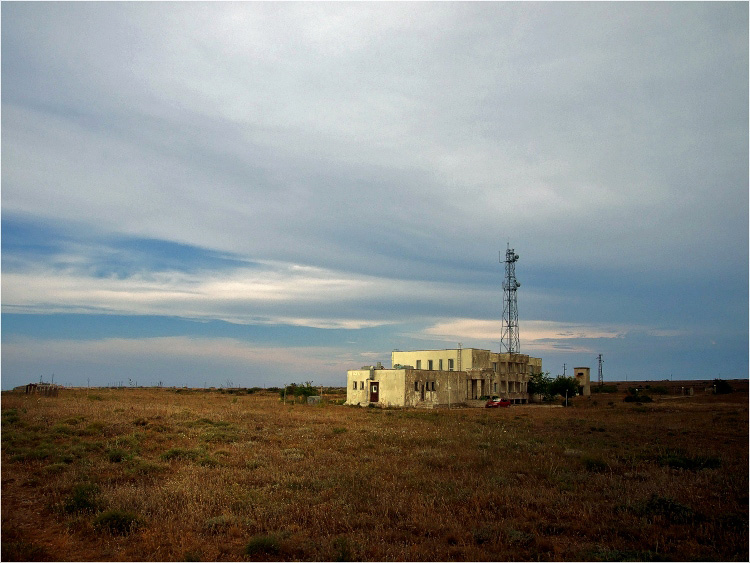
de ooit geheime basis
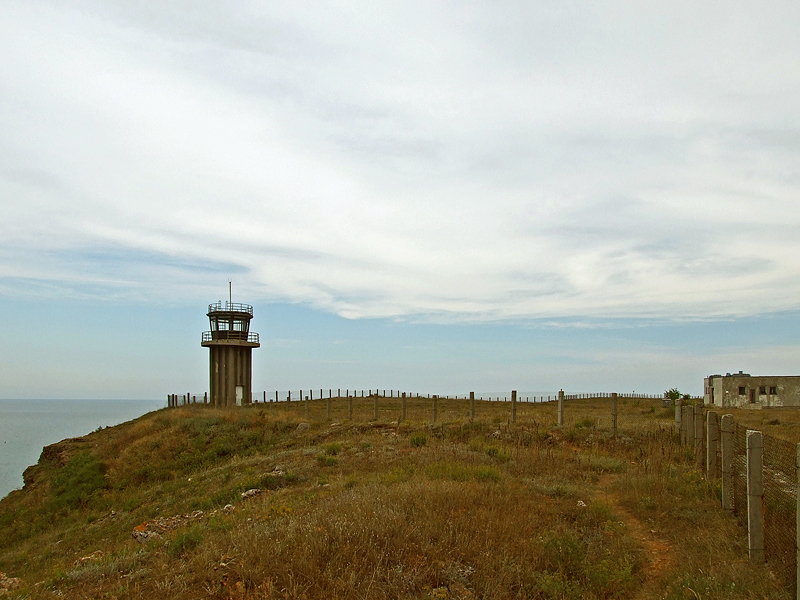
de uitkijktoren aan de rand van het plateau
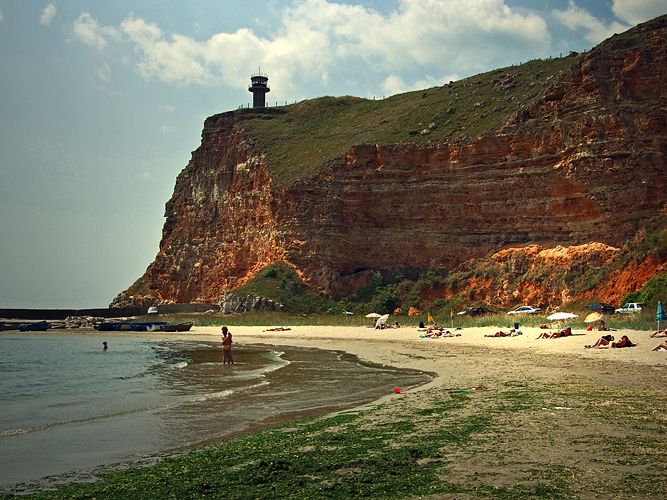